# نیکولو پاگانینی
نیکولو پاگانینی (به ایتالیایی: Niccolò Paganini) (ایتالیایی: [ni(k)koˈlɔ ppaɡaˈni:ni] ()) (زادهٔ ۲۷ اکتبر ۱۷۸۲ – درگذشتهٔ ۲۷ مهٔ ۱۸۴۰) آهنگساز و نوازندهٔ ویولن، ویولا و گیتار اهل ایتالیا بود و از نامدارترین و بزرگ‌ترین نوازندگان ویولن در تاریخ موسیقی است.
او با ابداع تکنیکی بدیع در نواختن ویولن، انقلاب عظیمی در نوازندگی این ساز برپا کرد. آثار او، در عین برخورداری از لطافت و ملودیهای زیبا، قطعات فوق‌العاده مشکلی از نظر تکنیک نوازندگی هستند. یکی از معروف‌ترین آثار او ۲۴ کاپریس برایِ ویولن تک است.

## زندگی

### کودکی
در گذشته ویولا سازی اصلی از خانواده سازهای زهی و آرشه‌ای بود و ویولن به عنوان ساز ارزانتر برای فقرا به حساب می‌آمد و که البته از آنجایی که خانواده پاگانینی خانواده‌ای فقیر بود به فراگرفتن ویولون مشغول شد و آنچنان غوغایی به پا کرد که اکنون ویولن را به عنوان ساز اصلی سازهای زهی آرشه‌ای می‌شناسیم.
نیکولو پاگانینی در روز ۲۷ اکتبر ۱۷۸۲ در بندر جنوا در ایتالیا و در خانواده‌ای نسبتاً فقیر به دنیا آمد. پدرش آنتونیو یک تاجر ناموفق بود و مادرش ترزا بوچاردو زنی خانه‌دار بود.
نیکولو در ۵ سالگی یادگیری ساز ماندولین را نزد پدرش که نوازنده‌ای آماتور بود آغاز کرد. پس از دو سال نواختن ماندولین، نواختن ویولون را شروع کرد؛ او درس‌های مقدماتی ویولون را از پدرش آموخت. نبوغ موسیقایی نیکولو از همان ابتدا ظهور کرد؛ به طوری که پس از چند ماه قادر بود هر قطعه‌ای را در نگاه اول بنوازد.

آنتونیو پاگانینی در رابطه با آموزش ویولون فرزندش، نیکولو بسیار سختگیر بود، پاگانینی در این باره می‌گوید: 
«به سختی می‌توان پدری سختگیرتر از او تصور کرد، وقتی به اندازه کافی در نظرش کوشا نبودم تا وقتی که تلاشم را دو برابر کنم با گرسنه نگه داشتن من، مرا تنبیه می‌کرد و این موجب ضعیف شدن بدن و سلامتی‌ام شد.»
پاگانینی بعد از آنکه درس‌های مقدماتی موسیقی را از پدرش آموخت، شش ماه نزد جاکومو کوستا (Giacomo Costa) که خواننده اپرایی مشهور بود آموزش‌های خود را ادامه داد. معلم بعدی نیکولو فرانچسکو نیکو بود که به گفته پاگانینی تأثیر بسزایی در اطلاعات موسیقایی او داشت. یکی دیگر از معلم‌های نیکولو جوانی سروتو (Giovanni Servetto) نام داشت که نوازنده‌ای اهل جنوا بود. پس از آموزش ویولون زیر نظر چروتو، نیکولو به همراه پدرش برای تکمیل اطلاعات هنری‌اش نزد الساندرو رولا در پارما رفت.
رولا وقتی برای اولین بار صدای ساز نیکولو را شنید به او گفت که من در نوازندگی هیچ چیزی برای آموختن به تو ندارم و او پس از چند ماه آموزش زیر نظر رولا، برای یادگیری آهنگسازی نزد فرناندو پائر رفت که آهنگساز اپرا کمیک و مائسترو دی کاپلا (Maestro di Cappella) در پارما بود.
پاگانینی اولین کنسرت خود را در ۱۲ سالگی اجرا نمود و اولین اثر مهم خود یعنی «لا کارمانیولا» (la carmagnola) را که عبارت است از یک تم و چند واریاسیون برای ویولون و گیتار در ۱۳ سالگی نوشت.

## آغاز کار
فرانسوی‌ها در ماه مارس سال ۱۷۹۶ به شمال ایتالیا حمله کردند ولی جنوا در امان ماند. خانواده پاگانینی در کار املاک خود در رومیرون، نزدیک بولزانتو، پناه گرفته بودند. احتمالاً در این دوره بود که رابطه پاگانینی با گیتار افزایش یافت. او در این ساز تا حدودی ماهر شد، اما ترجیح می‌داد تا آن را در کنسرت‌های منحصراً صمیمی، نه عمومی بنوازد. او بعداً گیتار را به عنوان «همدم ثابت» خود در تورهای کنسرتش توصیف کرد. تا سال ۱۸۰۰ پاگانینی و پدرش به لیورنو رفتند، جایی که پاگانینی در کنسرت اجرا می‌کرد و پدرش کار دریایی خود را از سر گرفت. در سال ۱۸۰۱، پاگانینی ۱۸ ساله برترین ویولنیست جمهوری لوکا بود، اما بخش قابل توجهی از درآمدش از کارهای انفرادی اش حاصل می‌شد همچنین شهرت او به عنوان یک ویولنیست تحت تأثیر معروفیت به عنوان قمار بازی که با زنان معاشرت می‌کند قرار داشت.
در سال ۱۸۰۵، لوکا توسط ناپلئون به فرانسه پیوست و این منطقه به خواهر ناپلئون، الیسا باچیوکی تعلق گرفت. پاگانینی در این زمان ویولنیست دربار باچیوکی شد، در حالی که معلم خصوصی فلیس، شوهر الیسا بود. در سال ۱۸۰۷، باچیوکی، دوشس توسکانی شد و دربار او به فلورانس منتقل شد. پاگانینی نیز همراه او بود اما در پایان سال ۱۸۰۹، باچیوکی را ترک کرد تا کار مستقلش را از سر بگیرد.
او بزرگترین ویولون نواز تاریخ است کسی که در یکی کنسرت هایش ابتدا در خاش اول با چهارسیم و در خاش دوم با سه سیم و در خاش سوم با دوسیم و در نهایت
ادامه نوازندگی روح بخش خود را با یک سیم ادامه داد و کارشناسان و بزرگان موسیقی معتقدند کسی از پاگانینی قوی‌تر و استادتر است که بتواند بدون سیم بنوازد.

## نوازنده مسافر
پاگانینی به نقاط مختلف اطراف پارما و جنوا بازگشت. اگرچه او برای مخاطبان محلی بسیار محبوب بود اما هنوز در سایر نقاط اروپا شناخته نشده بود. اولین تغییر این وضعیت از یک کنسرت در سال ۱۸۱۳ در لا اسکالا در میلان بود. در نتیجه موفقیت این کنسرت، توجه نوازندگان برجسته در سراسر اروپا به وی جلب شد. مواجهه او با چارلز فیلیپ لافونت و لوئیس اسپر، رقابت شدیدی را ایجاد کرد. با این حال، فعالیت‌های کنسرت او در چند سال آینده به ایتالیا محدود می‌شود.
در سال ۱۸۲۷، پاپ لئون دوازدهم نشان مهمیز طلایی را به پاگانینی اهدا کرد. شهرت او در اروپا با برگزاری یک تور کنسرت که در اوت ۱۸۲۸ در وین آغاز شد و در ماه‌های فوریه ۱۸۳۱ در استراسبورگ به اتمام رسید، گسترش یافت. به دنبال آن تورهای پاریس و بریتانیا بود. توانایی تکنیکی او و تمایل وی برای نمایش آن، تحسین بسیاری را برای او به همراه داشت. علاوه بر آهنگ‌های خود، تم و تغییرات محبوب‌ترین، پاگانینی همچنین آثار (عمدتاً کنسرت‌ها) نوشته شده توسط معاصرانش، مانند رودولف کروتزز و جیووانی باتیستا ویوتی را نیز اجرا می‌کرد.
مسافرت‌های وی ارتباط او را با شخصیت‌های برجسته گیتار، از جمله فردیناندو کارولی در پاریس و مائورو جولیانی در وین، به ارمغان آورد. اما این تجربه او را قانع نکرد که کنسرت‌های عمومی با گیتار انجام دهد و اجرای ترانه‌های گیتار و کوارتت را به صورت خصوصی و پشت درهای بسته برگزار می‌کرد.

## پایان فعالیتها و افت سلامتی
پاگانینی در طول زندگی اش با بیماری‌های مزمن غریبه نبود. اگر چه هیچ اثبات دقیق پزشکی قطعی وجود ندارد اما مشهور است که وی مبتلا به نشانگان مارفان یا نشانگان اهلرز-دنلوس بوده‌است. علاوه بر این، برنامه مکرر کنسرتهای او به همراه شیوه زندگی غیر معقول او، اثرات منفی بر سلامتی وی گذاشت. او در سال ۱۸۲۲ مبتلا به سیفلیس تشخیص داده شد و درمان آن شامل جیوه و تریاک همراه با عوارض جانبی شدید جسمی و روحی بود. در سال ۱۸۳۴، در حالی که هنوز در پاریس بود به سل مبتلا شد. اگرچه بهبودی او سریع بود، اما بعد از این بیماری، با لغو کردن مکرر برنامه‌هایش به علت مشکلات بهداشتی مختلف، از سرماخوردگی گرفته تا افسردگی، که از چند روز تا ماه‌ها بطول می‌انجامید، فعالیت هنری وی دچار لطمه شد.
در سپتامبر ۱۸۳۴، پاگانینی برنامه کنسرتهایش را متوقف کرد و به جنوا بازگشت. برخلاف باور عموم که معتقدند پاگانینی مایل به حفظ تکنیک‌ها و موسیقی خود بود، او در این زمان بیشتر وقت خود را به انتشار آهنگ‌ها و روش‌های ویولن نوازی خود اختصاص داده‌است. او دانشجویانی پذیرفت که دو نفر از آن‌ها کامیلو سیفوری ویولونیست و گایتانو چاندلی نوازنده ویلون بودن. در سال ۱۸۳۵، پاگانینی به پارما بازگشت، در این زمان تحت استخدام ماری لوئیز (دوشس پارما)، همسر دوم ناپلئون مسئول تشکیل مجدد ارکستر دربار شد. با این حال، او در نهایت با نوازندگان و دربار اختلاف پیدا کرد و دیدگاه‌هایش هرگز به منصه ظهور نرسید. در پاریس، او با نوازنده ۱۱ ساله لهستانی آپولینر دکونتسکی آشنا شد، دکونتسکی علی‌رغم سن کم استعداد زیادی در نوازندگی ویولن داشت و پاگانینی برای تشویق وی به او تصدیق‌نامه امضا شده داد. این دروغ به‌طور گسترده‌ای پراکنده شد که پاگانینی چنان تحت تأثیر مهارت‌های دکونتسکی قرار گرفت که ویولن‌ها و دست نوشته‌هایش را به او واگذار کرد.

متن تصدیق‌نامه پاگانینی به دکونتسکی:
چندین قطعه موسیقی را که م. د کونتسکی، در سن یازده سالگی، با ویولن اجرا می‌کند شنیدم و او را هم رده هنرمندان برجسته امروز یافتم، بدینوسیله اعلام می‌کنم که اگر او تحصیلات خود را در این رشته هنری ادامه دهد با گذشت زمان، بیشتر شخصیت‌های برجسته تاریخ را پشت سر خواهد گذاشت.
(امضا) پاگانینی 

## سرانجام

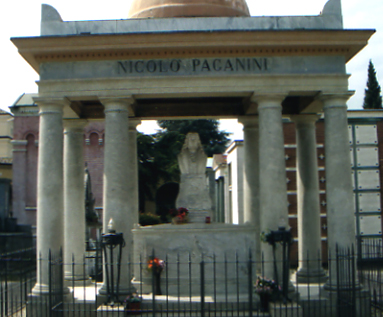
مقبره پاگانینی در پارما، ایتالیا

در سال ۱۸۳۶، پاگانینی به پاریس بازگشت تا یک کازینو راه اندازی کند ولی در این کار شکست خورد و با بدهی سنگین در معرض ورشکستگی قرار گرفت به طوریکه اموال شخصی خود، از جمله سازهایش را برای بازپرداخت بدهی‌هایش حراج کرد. در کریسمس سال ۱۸۳۸، او پاریس را به مقصد مارسی ترک کرد و بعد از مدت کوتاهی به نیس رفت و شرایط سلامتی‌اش بدتر شد. در ماه مه ۱۸۴۰، اسقف نیس یک کشیش کلیسای محلی برای انجام مراسم آخرین عبادت که قبل از مرگ کسی انجام می‌شود برای پاگانینی فرستاد. پاگانینی تصریح کرد که این کار بی موقع است و وی را رد کرد. یک هفته بعد، در تاریخ ۲۷ می ۱۸۴۰، پاگانینی بر اثر خونریزی داخلی جان خود را از دست داد. به این بهانه که وی اسقف را نپذیرفته بود پس کاتولیک نیست، کلیسا اجازه نداد جسدش در گورستان کاتولیکهای جنوا دفن شود. تا اینکه سرانجام ۳۶ سال بعد در ۱۸۷۶ کلیسا اجازه دفن جسد وی را در گورستان پارما صادر کرد. فرانتسک اوندریچک ویولنیست اهل جمهوری چک، در سال ۱۸۹۳، نوه پاگانینی به نام آتیلا را متقاعد کرد تا جسد پاگانینی ضمن تغییر مقبره تشییع شود. پس از آن، جسد پاگانینی دوباره در یک گورستان جدید در پارما در سال ۱۸۹۶ دفن شد.